# Videferre
Videferre (llamada oficialmente Santa María de Videferre) es una parroquia y un lugar del municipio español de Oimbra, en la provincia de Orense, Galicia.

## Geografía
Videferre está situado en el sur de la provincia de Orense y al oeste del municipio al que pertenece, Oímbra. (España).Es línea fronteriza con Portugal, lo que favorece a que sus vecinos vivan en un ambiente y sigan unas costumbres parecidas a las de los otros pueblos de la raya. El cabeza de municipio es el pueblo de Oímbra, que pertenece al partido judicial de Verín.
Videferre se encuentra a 828 metros de altura sobre el nivel del mar ocupando una superficie de 22,22 km², limitando al norte con el pueblo de San Millán, del que le separa el río Búbal y Azureira, así como los montes de As Fragas, Buble y Casa da Moura.
Por el sur limita con la frontera portuguesa y los montes próximos al pueblo de Soutelinho da Raia denominados O Penouco, Lama da Veiga y Reboeira.
Al este con los pueblos de Bousés y Espiño donde están los montes Cruz da Pedra, Barreiras y Corga da Pega.
Y por el oeste con el pueblo portugués de Vilar de Perdizes y el río Azureira, el que a su vez hace de frontera con el vecino país, por el paraje denominado A Ferreira, a tres kilómetros de distancia del pueblo.

### Clima
Debido a su altitud de 828 metros sobre el nivel del mar y a encontrarse en un descampado muy combatido por los vientos frescos y húmedos procedentes de la sierra de Larouco, las ventiscas, lluvias y granizadas son frecuentes en primavera y verano, mientras que en otoño e invierno, abundan las heladas nocturnas y las nevadas. En general, se trata de un clima frío, propio de alta montaña que es muy agradable en verano.

### Flora y fauna
La flora de Videferre es muy rica y diversa, pero el árbol más mimado es el Castaño (castanea sativa). En Videferre se pueden encontrar castaños centenarios que pueden alcanzar entre 20 y 30 metros de altura.
También se pueden encontrar una variedad de árboles frutales como el manzano, el peral, el ciruelo, y el nogal y en verano, además, moras. Se cultivan en las huertas de Videferre lechugas, cebollas, berzas y judías.
Hay gran cantidad de plantas medicinales en los campos como pueden ser la milenrama y los tubérculos pequeños llamados "aboitigas", que hacen las funciones del palulú o regaliz.
En reptiles, se encuentran lagartos comunes, culebras y salamandras. En los montes se pueden observar especies silvestres como la raposa, el jabalí y hace años era común encontrarse con el lobo.

## Historia
Se estima que el origen de Videferre se remonta hasta el siglo III o siglo IV d. C. El nombre del pueblo, Videferre (vitis ferre), es de procedencia romana. Según fuentes consultadas y vestigios que existen en la zona, como el puente de piedra del río Azureira y los lagares esculpidos en piedra, certifican el origen romano del pueblo.
El templo parroquial se cree que tuvo sus orígenes entre los siglos XVI y XVII, sufriendo varias modificaciones y la última aplicación ha tenido lugar a finales del siglo XIX. La Iglesia de Santa María, se encuentra situada en el centro del pueblo y a su alrededor existió el cementerio, pasando a las afueras de la localidad, por la parte este. El atrio de la iglesia ha sido totalmente restaurado recientemente dando una sensación de amplitud. Hoy en día la parroquia pertenece al arciprestazgo de Monterrey.
Hay quienes sostienen que la familia del filósofo Spinoza pudo haber pasado por Videferre en su huida a Portugal.

## Organización territorial
La parroquia está formada por dos entidades de población:
- Espiño
- Videferre

## Demografía

### Parroquia
| Gráfica de evolución demográfica de Videferre (parroquia) entre 2000 y 2023 |
|                                                                             |
| Datos según el nomenclátor publicado por el INE.                            |

### Lugar
| Gráfica de evolución demográfica de Videferre (lugar) entre 2000 y 2023 |
|                                                                         |
| Datos según el nomenclátor publicado por el INE.                        |

## Economía
Hasta el año 1960, salvo algunas familias, el pueblo vivía con economía de subsistencia basada en los clásicos trabajos del campo y en la agricultura.
Dada la proximidad a Portugal, a través de los pueblos fronterizos de Soutelinho da Raia o Vilar de Perdizes, siempre existió el intercambio de mercancías, así como en la época de la postguerra el contrabando de productos traídos del país vecino .
Después del año 1960, con la emigración hacia Europa Occidental, se notó un gran crecimiento en la construcción de casas nuevas y un ambiente más desahogado, no obstante, se nota un gran descenso en la natalidad y ausencia de matrimonios jóvenes porque se desplazaban a otras áreas industrializadas en busca de trabajo.
Por tratarse de un terreno fresco y con numerosos manantiales, hace que los pastos sean abundantes en casi toda la época del año, propia para el desarrollo de ganado, tratándose de una zona muy importante para la explotación del vacuno, caballar, mular, asnal, ovino y caprino, actualmente en decadencia dada la emigración y el descenso de la población.
Hasta hace unos pocos años existió un gran rebaño de cabras. Actualmente la ganadería es casi inexistente debido al uso de maquinaria industrial y agrícola para el trabajo del campo. Por otra parte la emigración hace que las tierras se cultiven menos y hace que las tierras estén quedando todas yermas. 
Por su clima y debido a su altitud, tiene una agricultura basada en el cultivo de productos como el centeno, la patata, la remolacha forrajera, hortalizas, maíz, y nabos. Además, hay viñedos dedicados para consumo de vino familiar, en pequeñas plantaciones situadas en terrenos bajos, entre los montes denominados A Riveira y Buble.
También, son de destacar las fértiles huertas que existen en los alrededores del pueblo, donde predominan las lechugas, las cebollas, las berzas y las judías.
Una labor muy importante que realizan los agricultores de Videferre, es la recolección de la castaña, llamada también billot. Se suele usar para consumo propio y exportación.

## Gastromonía
La cocina de Videferre es una cocina tradicional de alta montaña, que se basa en los típicos productos de la huerta y ganado de la comarca.
Los típicos platos son los cocidos y los caldos, que se acompañan de chorizos y pancetas.
En cuanto a la bebida, se suele tomar el vino de la zona de la uva procedente de A Videira, siendo este vino joven con un poco de acidez.